# Krystyna Skuszanka
Krystyna Urszula Skucha-Krasowska est une metteuse en scène et directrice de théâtres polonaise née le 24 juillet 1924 à Kielce et morte le 29 mai 2011 à Łomianki.
Elle est notamment la directrice du théâtre populaire de Cracovie de 1955 à 1963.

## Biographie

### Jeunesse et études
Krystyna Skuszanka est née le 24 juillet 1924 à Kielce, chef-lieu de la voïvodie de Sainte-Croix, en Pologne,.
Entre 1945 et 1946, elle participe au Studio du vieux théâtre de Cracovie,.
En 1949, elle obtient un diplôme de philologie polonaise à l'université de Poznań et, en 1952, un diplôme de mise en scène à l'académie de théâtre Alexandre-Zelwerowicz,.

### Carrière
Elle débute dans la mise en scène d'une pièce intitulée L'Orage (en polonais : Sztorm) de Vladimir Bill-Bielotserkovski au théâtre Jan Kochanowski (pl), dont elle devient rapidement la directrice artistique.
En 1955, elle devient directrice et directrice artistique du récemment construit théâtre populaire de Cracovie à Nowa Huta, qu'elle a dirigé avec son mari, Jerzy Krasowski,,.
De 1963 à 1964, ils se transfèrent au théâtre Polski de Varsovie,,.
De 1965 à 1971, elle est directrice du théâtre Polski (pl) de Wrocław,.
Elle retourne ensuite dans la ville de Cracovie en 1972 pour prendre la direction du théâtre Juliusz-Słowacki jusqu'en 1981,.
Elle a également enseigné à l'école nationale supérieure de théâtre Ludwik-Solski. En 1979, elle devient maîtresse de conférences.
De 1983 à 1990, elle reprend avec son mari la direction du théâtre national de Varsovie, dont elle est également la directrice artistique,.
À partir de 1968, elle travaille de manière continue avec des théâtres norvégiens, notamment ceux d'Oslo, de Bergen et de Stavanger.

### Mort
Elle meurt le 29 mai 2011 à Łomianki, dans la voïvodie de Mazovie, en Pologne,.
Elle est enterrée dans l'allée des distingués au cimetière militaire de Powązki à Varsovie (section de cimetière A30-tuje-5).

## Récompenses et distinctions
- Croix de Commandeur de l'Ordre Polonia Restituta
- Croix de Chevalier de l'Ordre Polonia Restituta
- Ordre de la Bannière du Travail de seconde classe
- Croix d'Or du Mérite
- Médaille du 40e anniversaire de la Pologne populaire (pl)